# Pedro Aquino Sánchez
Pedro Jesús Aquino Sánchez (Lima, Perú, 13 de abril de 1995) es un futbolista peruano. Juega como mediocentro defensivo y su equipo actual es Alianza Lima de la Liga 1 del Perú. Es internacional absoluto con la Selección de fútbol del Perú desde 2016, logró disputar la Copa Mundial de Fútbol de 2018.

## Trayectoria
Pedro Aquino llegó al Sporting Cristal a los 9 años de edad. Fue promovido al plantel profesional por el entrenador Juan Reynoso en 2011, a la edad de 16 años. Hizo su debut en competiciones oficiales el 29 de mayo de ese año jugando el Torneo Intermedio 2011. Aquino ingresó en el segundo tiempo remplazando a Diego Chávarri en el triunfo de su equipo por 0-1 ante el Coronel Bolognesi.
El debut de Aquino en la Primera División del Perú llegó en la temporada 2013 ante el Cienciano. El 2014 hizo su debut en Copa Libertadores bajo la dirección técnica de Daniel Ahmed, ese mismo año obtuvo su primer campeonato nacional con Sporting Cristal.

## Selección nacional

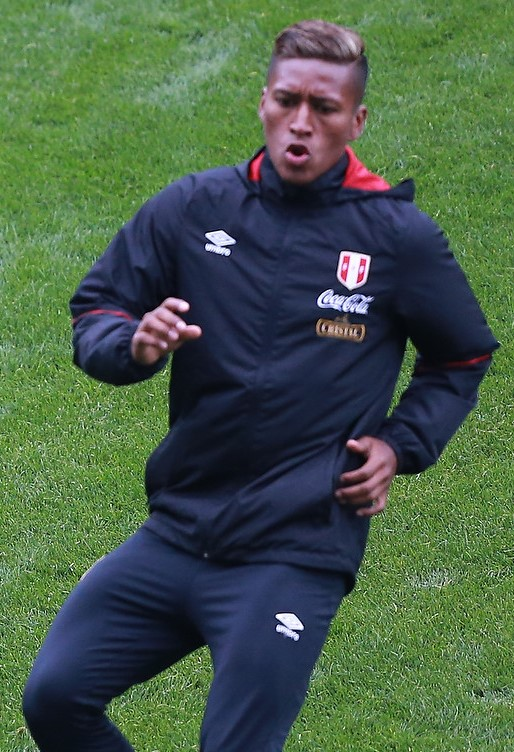
Pedro Aquino con la Selección de Perú

### Selección de fútbol del Perú Sub-17
Participó en el Campeonato Sudamericano Sub-17 de 2011 realizado en Ecuador, disputando dos partidos: ante Argentina y Uruguay. En el primer partido ante Argentina, se perdió 4-2, y no clasificó al hexagonal final tras ubicarse en el cuarto lugar del Grupo A.
| Competencia         | Sede    | Resultado  | PJ | Goles |
| ------------------- | ------- | ---------- | -- | ----- |
| Sudamericano Sub-17 | Ecuador | 4º Grupo A | 2  | 0     |

### Selección de fútbol del Perú Sub-18
Formó parte de la convocado a la Selección peruana sub-18 que participó en los Juegos Bolivarianos de 2013 y obtuvo la medalla de bronce.
| Competencia                 | Sede | Resultado | PJ | Goles |
| --------------------------- | ---- | --------- | -- | ----- |
| Juegos Bolivarianos de 2013 | Perú | Bronce    | 3  | 0     |

### Selección mayor
Aquino fue llamado por primera vez por Ricardo Gareca para disputar las fechas 7 y 8 de las Eliminatorias a Rusia 2018. Debutó el 1 de septiembre en un partido contra Bolivia formando parte del equipo titular con resultado en contra de 2 a 0.
El 16 de mayo de 2018 el entrenador de la selección peruana lo incluyó en la nómina preliminar de 24 jugadores convocados para la Copa Mundial de Fútbol de 2018. Fue confirmado en la lista definitiva de 23 jugadores el 4 de junio, e hizo su primer partido mundialista el 16 de junio de 2018, en el Mordovia Arena frente a Dinamarca, ingresando en el segundo tiempo en reemplazo de Renato Tapia. Jugó nuevamente como titular el 21 de junio contra Francia, partido que terminó con el marcador en contra de 1-0.

#### Participaciones en Copas del Mundo
| Mundial           | Sede  | Resultado      | Partidos | Goles |
| ----------------- | ----- | -------------- | -------- | ----- |
| Copa Mundial 2018 | Rusia | Fase de grupos | 2        | 0     |

## Estadísticas

### Clubes
Actualizado al último partido disputado el 22 de febrero de 2024.
| Club                                                                                     | Div.                | Temporada           | Liga  | Liga  | Liga   | Copas nacionales(1) | Copas nacionales(1) | Copas nacionales(1) | Copas internacionales(2) | Copas internacionales(2) | Copas internacionales(2) | Total | Total | Total  |
| Club                                                                                     | Div.                | Temporada           | Part. | Goles | Asist. | Part.               | Goles               | Asist.              | Part.                    | Goles                    | Asist.                   | Part. | Goles | Asist. |
| ---------------------------------------------------------------------------------------- | ------------------- | ------------------- | ----- | ----- | ------ | ------------------- | ------------------- | ------------------- | ------------------------ | ------------------------ | ------------------------ | ----- | ----- | ------ |
| Sporting Cristal · Perú                                                                  | 1.ª                 | 2011                | —     | —     | —      | 5                   | 0                   | 0                   | —                        | —                        | —                        | 5     | 0     | 0      |
| Sporting Cristal · Perú                                                                  | 1.ª                 | 2013                | 1     | 0     | 0      | —                   | —                   | —                   | —                        | —                        | —                        | 1     | 0     | 0      |
| Sporting Cristal · Perú                                                                  | 1.ª                 | 2014                | 15    | 0     | 0      | 6                   | 0                   | 0                   | 1                        | 0                        | 0                        | 22    | 0     | 0      |
| Sporting Cristal · Perú                                                                  | 1.ª                 | 2015                | 7     | 0     | 0      | 3                   | 0                   | 0                   | —                        | —                        | —                        | 10    | 0     | 0      |
| Sporting Cristal · Perú                                                                  | 1.ª                 | 2016                | 40    | 1     | 5      | —                   | —                   | —                   | 1                        | 0                        | 0                        | 41    | 1     | 5      |
| Sporting Cristal · Perú                                                                  | 1.ª                 | 2017                | 13    | 1     | 0      | —                   | —                   | —                   | 6                        | 0                        | 0                        | 19    | 1     | 0      |
| Sporting Cristal · Perú                                                                  | Total               | Total               | 76    | 2     | 5      | 14                  | 0                   | 0                   | 8                        | 0                        | 0                        | 98    | 2     | 5      |
| Lobos BUAP · México                                                                      | 1.ª                 | 2017-18             | 28    | 0     | 3      | —                   | —                   | —                   | —                        | —                        | —                        | 28    | 0     | 3      |
| Lobos BUAP · México                                                                      | Total               | Total               | 28    | 0     | 3      | 0                   | 0                   | 0                   | 0                        | 0                        | 0                        | 28    | 0     | 3      |
| Club León · México                                                                       | 1.ª                 | 2018-19             | 16    | 2     | 0      | 3                   | 0                   | 0                   | —                        | —                        | —                        | 19    | 2     | 0      |
| Club León · México                                                                       | 1.ª                 | 2019-20             | 14    | 0     | 0      | —                   | —                   | —                   | 2                        | 0                        | 0                        | 16    | 0     | 0      |
| Club León · México                                                                       | 1.ª                 | A-2020              | 20    | 0     | 1      | —                   | —                   | —                   | —                        | —                        | —                        | 20    | 0     | 1      |
| Club León · México                                                                       | Total               | Total               | 50    | 2     | 1      | 3                   | 0                   | 0                   | 2                        | 0                        | 0                        | 55    | 2     | 1      |
| Club América · México                                                                    | 1.ª                 | C-2021              | 15    | 3     | 2      | —                   | —                   | —                   | 6                        | 0                        | 1                        | 21    | 3     | 3      |
| Club América · México                                                                    | 1.ª                 | 2021-22             | 23    | 0     | 1      | —                   | —                   | —                   | 1                        | 0                        | 1                        | 24    | 0     | 2      |
| Club América · México                                                                    | 1.ª                 | 2022-23             | 35    | 0     | 1      | —                   | —                   | —                   | —                        | —                        | —                        | 35    | 0     | 1      |
| Club América · México                                                                    | Total               | Total               | 73    | 3     | 4      | 0                   | 0                   | 0                   | 7                        | 0                        | 2                        | 80    | 3     | 6      |
| Santos Laguna · México                                                                   | 1.ª                 | 2023-24             | 25    | 1     | 3      | —                   | —                   | —                   | 2                        | 0                        | 0                        | 27    | 1     | 3      |
| Santos Laguna · México                                                                   | 1.ª                 | 2024-25             | 13    | 0     | 0      |                     |                     |                     | —                        | —                        | —                        | 13    | 0     | 0      |
| Santos Laguna · México                                                                   | Total               | Total               | 38    | 1     | 3      | 0                   | 0                   | 0                   | 2                        | 0                        | 0                        | 40    | 1     | 3      |
| Total en su carrera                                                                      | Total en su carrera | Total en su carrera | 265   | 8     | 16     | 17                  | 0                   | 0                   | 19                       | 0                        | 2                        | 328   | 8     | 18     |
| (1) Incluye datos de la Copa Inca. (2) Incluye datos de la Copa Libertadores de América. |                     |                     |       |       |        |                     |                     |                     |                          |                          |                          |       |       |        |

### Selección nacional
| \| Fecha \| Ciudad \| Local \| Resultado \| Visitante \| Competencia \| Goles \| \| ---------- \| ------------ \| ------------- \| --------- \| --------- \| -------------------------- \| ----- \| \| 01-09-2016 \| La Paz \| Bolivia \| 0:3[6] \| Perú \| Clasificación Mundial 2018 \| 0 \| \| 11-10-2016 \| Santiago \| Chile \| 2:1 \| Perú \| Clasificación Mundial 2018 \| 0 \| \| 15-11-2016 \| Lima \| Perú \| 0:2 \| Brasil \| Clasificación Mundial 2018 \| 0 \| \| 23-03-2017 \| Maturín \| Venezuela \| 2:2 \| Perú \| Clasificación Mundial 2018 \| 0 \| \| 29-03-2017 \| Lima \| Perú \| 2:1 \| Uruguay \| Clasificación Mundial 2018 \| 0 \| \| 08-06-2017 \| Trujillo \| Perú \| 1:0 \| Paraguay \| Amistoso \| 0 \| \| 13-06-2017 \| Arequipa \| Perú \| 3:1 \| Jamaica \| Amistoso \| 0 \| \| 31-08-2017 \| Lima \| Perú \| 2:1 \| Bolivia \| Clasificación Mundial 2018 \| 0 \| \| 05-10-2017 \| Buenos Aires \| Argentina \| 0:0 \| Perú \| Clasificación Mundial 2018 \| 0 \| \| 11-11-2017 \| Wellington \| Nueva Zelanda \| 0:0 \| Perú \| Repesca Mundial 2018 \| 0 \| \| 23-03-2018 \| Miami \| Perú \| 2:0 \| Croacia \| Amistoso \| 0 \| \| 29-05-2018 \| Lima \| Perú \| 2:0 \| Escocia \| Amistoso \| 0 \| \| Total \| \| Presencias \| 12 \| \| Goles \| 0 \| |              |               |           |           |                            |       |
| Fecha | Ciudad       | Local         | Resultado | Visitante | Competencia                | Goles |
| 01-09-2016 | La Paz       | Bolivia       | 0:3       | Perú      | Clasificación Mundial 2018 | 0     |
| 11-10-2016 | Santiago     | Chile         | 2:1       | Perú      | Clasificación Mundial 2018 | 0     |
| 15-11-2016 | Lima         | Perú          | 0:2       | Brasil    | Clasificación Mundial 2018 | 0     |
| 23-03-2017 | Maturín      | Venezuela     | 2:2       | Perú      | Clasificación Mundial 2018 | 0     |
| 29-03-2017 | Lima         | Perú          | 2:1       | Uruguay   | Clasificación Mundial 2018 | 0     |
| 08-06-2017 | Trujillo     | Perú          | 1:0       | Paraguay  | Amistoso                   | 0     |
| 13-06-2017 | Arequipa     | Perú          | 3:1       | Jamaica   | Amistoso                   | 0     |
| 31-08-2017 | Lima         | Perú          | 2:1       | Bolivia   | Clasificación Mundial 2018 | 0     |
| 05-10-2017 | Buenos Aires | Argentina     | 0:0       | Perú      | Clasificación Mundial 2018 | 0     |
| 11-11-2017 | Wellington   | Nueva Zelanda | 0:0       | Perú      | Repesca Mundial 2018       | 0     |
| 23-03-2018 | Miami        | Perú          | 2:0       | Croacia   | Amistoso                   | 0     |
| 29-05-2018 | Lima         | Perú          | 2:0       | Escocia   | Amistoso                   | 0     |
| Total |              | Presencias    | 12        |           | Goles                      | 0     |

### Resumen estadístico
|                       | Encuentros | Goles |
| --------------------- | ---------- | ----- |
| Ligas nacionales      | 162        | 5     |
| Copas nacionales      | 17         | 0     |
| Copas internacionales | 10         | 0     |
| Selección del Perú    | 34         | 3     |
| Total                 | 223        | 8     |

## Palmarés

### Torneos cortos
| Título          | Club             | País | Año  |
| --------------- | ---------------- | ---- | ---- |
| Torneo Clausura | Sporting Cristal | Perú | 2014 |
| Torneo Apertura | Sporting Cristal | Perú | 2015 |
| Torneo Clausura | Sporting Cristal | Perú | 2016 |

### Títulos nacionales
| Título                    | Club             | País   | Año  |
| ------------------------- | ---------------- | ------ | ---- |
| Primera División del Perú | Sporting Cristal | Perú   | 2012 |
| Primera División del Perú | Sporting Cristal | Perú   | 2014 |
| Primera División del Perú | Sporting Cristal | Perú   | 2016 |
| Liga MX                   | Club León        | México | 2020 |

### Campeonatos internacionales
| Título              | Club                     | Sede     | Año  |
| ------------------- | ------------------------ | -------- | ---- |
| Juegos Bolivarianos | Selección Peruana sub-18 | Trujillo | 2013 |

### Distinciones individuales
| Distinción                                                                              | Año  |
| --------------------------------------------------------------------------------------- | ---- |
| Incluido en el Equipo Ideal del Año de la Primera División del Perú                     | 2016 |
| Incluido en el XI ideal de la jornada 11 de la Liga MX                                  | 2017 |
| Incluido en el XI ideal de la jornada 7 de la Liga MX                                   | 2019 |
| Jugador con mayor porcentaje de victorias del año de la Liga MX                         | 2020 |
| Jugador del partido América - Pachuca por la Liga MX                                    | 2021 |
| Jugador del partido América - Mazatlán por la Liga MX                                   | 2021 |
| Incluido en el XI ideal de la jornada 8 y 9 del Torneo Guard1anes Clausura 2021         | 2021 |
| Incluido en el XI ideal de la Fase de clasificación del Torneo Guard1anes Clausura 2021 | 2021 |
| Nominado al mejor jugador del Mes de la Liga MX (marzo)                                 | 2021 |
| Parte del equipo All-Star de la Liga MX                                                 | 2021 |